# وست‌استلینگ‌ورف
وست‌استلینگ‌ورف (به هلندی: Weststellingwerf) یک منطقهٔ مسکونی در هلند است که در فریسلاند واقع شده‌است. وست‌استلینگ‌ورف ۲ متر بالاتر از سطح دریا واقع شده‌است.